# Centrul European al drepturilor romilor
Centrul European pentru Drepturile Romilor (engl. European Roma Rights Centre - ERRC), este o organizație neguvernamentală cu personalitate juridică localizată în Budapesta (Ungaria) și condusă de persoane de etnie romă, care se ocupă de avansarea și protejarea drepturilor romilor din Europa și de combaterea rasismului împotriva acestora și a încălcării drepturilor lor, prin intermediul litigiilor strategice, cercetării și dezvoltării politicilor publice, promovării și educației în domeniul drepturilor omului.
De la înființarea sa în 1996, ERRC sa străduit să ofere romilor instrumentele necesare pentru a combate discriminarea și pentru a obține acces egal la justiție, educație, locuințe, asistență medicală și servicii publice.
ERRC are statut consultativ cu Consiliul Europei, precum și cu Consiliul Economic și Social al Națiunilor Unite. Organizația a primit numeroase premii pentru eforturile sale de promovare a respectării drepturilor omului în rândul romilor: în 2013, PL Foundation Freedom Prize; În 2012, Premiul pentru Drepturile Omului din Stockholm; În 2010, premiul Silver Rose de la SOLIDAR; În 2009, Premiul pentru Justiție al Fundației Peter și Patricia Gruber; În 2007, premiul Max van der Stoel acordat de Înaltul Comisar pentru Minorități Naționale al OSCE și de Ministerul Olandez de Externe; Și în anul 2001, premiul „Geuzenpenning” (medalia de cinste de onoare) de către Prințesa Margriet a Olandei.

## Vezi și
- Antițigănism